# Associazione Sportiva Biellese 1937-1938
Questa voce raccoglie le informazioni riguardanti l'Associazione Sportiva Biellese nelle competizioni ufficiali della stagione 1937-1938.

## Rosa
| N. |                   | Ruolo | Calciatore              |
| -- | ----------------- | ----- | ----------------------- |
|    | Italia (bandiera) |       | Giovanni Ajmone         |
|    | Italia (bandiera) |       | Antonio Berardo         |
|    | Italia (bandiera) | C     | Tommaso Caudera         |
|    | Italia (bandiera) |       | Rinaldo Costanzo        |
|    | Italia (bandiera) |       | Gugliemo Dalla Giovanna |
|    | Italia (bandiera) | P     | Donato Donati           |
|    | Italia (bandiera) | C     | Teresio Dutto           |
|    | Italia (bandiera) | D     | Antonio Macario         |
|    | Italia (bandiera) | C     | Ermando Malinverni      |

| N. |                   | Ruolo | Calciatore          |
| -- | ----------------- | ----- | ------------------- |
|    | Italia (bandiera) | A     | Mario Pagliano      |
|    | Italia (bandiera) |       | Valentino Pedrale   |
|    | Italia (bandiera) | A     | Angelo Piccaluga    |
|    | Italia (bandiera) | C     | Rinaldo Pretti      |
|    | Italia (bandiera) |       | Pietro Salussoglia  |
|    | Italia (bandiera) | D     | Duilio Santagostino |
|    | Italia (bandiera) | D     | Gino Savoia         |
|    | Italia (bandiera) | P     | Stevan Tommei       |

## Risultati

### Serie C

#### Girone C

##### Girone di andata
| Arbitro: | Mocchi |

|         |           |  |
| Mantero | Marcatori |  |

| Arbitro: | Zavattaro (Casale Monferrato) |

|                          |           |                 |
| Macario ?’, ?’ Piccaluga | Marcatori | Corbetto Peroni |

| Genova 10 ottobre 1937 3ª giornata                                               | Manlio Cavagnaro | 4 – 2 referto     | Biellese |  |
| \| \| \| \| \| Fossati ?’, ?’ Coppo Bonelli \| Marcatori \| Macario Piccaluga \| |                  |                   |          |  |
|                                                                                  |                  |                   |          |  |
| Fossati ?’, ?’ Coppo Bonelli                                                     | Marcatori        | Macario Piccaluga |          |  |

| Arbitro: | Andreoli (Milano) |

|                  |           |                  |
| Pagliano Berardo | Marcatori | Isada Schiavetta |

| Arbitro: | Motto (Pavia) |

|                         |           |         |
| Ambrosio Nelva Cattaneo | Marcatori | Macario |

| Arbitro: | Calvari (Milano) |

|                           |           |          |
| Berardo Aimone Malinverni | Marcatori | Zucchero |

| Arbitro: | Magnani (Milano) |

|         |           |                  |
| Bussola | Marcatori | Macario Pagliano |

| Arbitro: | Marchetti (Livorno) |

|                  |           |                           |
| Gambaro Fassiolo | Marcatori | Macario Caudera Piccaluga |

| Arbitro: | Codeluppi (Lodi) |

|                   |           |              |
| Piccaluga Berardo | Marcatori | ?’, ?’ Bossi |

| Arbitro: | Mayer (Trieste) |

|                   |           |         |
| Marcenara Voinich | Marcatori | Macario |

| Biella 19 dicembre 1937 11ª giornata | Biellese | 2 – 0 referto | Derthona | Stadio Lamarmora |

| Biella 2 gennaio 1938 12ª giornata | Biellese | 2 – 1 referto | Savona | Stadio Lamarmora |

| Acqui Terme 9 gennaio 1938 13ª giornata | Acqui | 1 – 2 referto | Biellese |  |

| Biella 16 gennaio 1938 14ª giornata | Biellese | 5 – 0 referto | Pavese Luigi Belli | Stadio Lamarmora |

| Vado Ligure 23 gennaio 1938 15ª giornata | Vado | 0 – 0 referto | Biellese |  |

##### Girone di ritorno
| Biella 30 gennaio 1938 16ª giornata | Biellese | 2 – 1 referto | Imperia | Stadio Lamarmora |

| Omegna 6 febbraio 1938 17ª giornata | Cusiana | 2 – 1 referto | Biellese |  |

| Biella 13 febbraio 1938 18ª giornata | Biellese | 2 – 2 referto | Manlio Cavagnaro | Stadio Lamarmora |

| Casale Monferrato 20 febbraio 1938 19ª giornata | Casale | 1 – 0 referto | Biellese | Stadio Natale Palli |

| Biella 27 febbraio 1938 20ª giornata | Biellese | 1 – 0 referto | Asti | Stadio Lamarmora |

| Chiavari 6 marzo 1938 21ª giornata | Entella | 4 – 1 referto | Biellese |  |

| Biella 13 marzo 1938 22ª giornata | Biellese | 3 – 1 referto | Pinerolo | Stadio Lamarmora |

| Biella 20 marzo 1938 23ª giornata | Biellese | 1 – 1 referto | Andrea Doria | Stadio Lamarmora |

| Gallarate 27 marzo 1938 24ª giornata | Gallaratese | 1 – 0 referto | Biellese |  |

| Biella 3 aprile 1938 25ª giornata | Biellese | 1 – 1 referto | Valpolcevera | Stadio Lamarmora |

| Tortona 10 aprile 1938 26ª giornata | Derthona | 1 – 2 referto | Biellese |  |

| Savona 17 aprile 1938 27ª giornata | Savona | 3 – 2 referto | Biellese |  |

| Biella 24 aprile 1938 28ª giornata | Biellese | 2 – 1 referto | Acqui | Stadio Lamarmora |

| Pavia 1 maggio 1938 29ª giornata | Pavese Luigi Belli | 0 – 0 referto | Biellese |  |

| Biella 8 maggio 1938 30ª giornata | Biellese | 3 – 0 referto | Vado | Stadio Lamarmora |

### Coppa Italia
| Biella 19 settembre 1937 Primo turno | Biellese | 4 – 2 referto | Casale | Campo Sportivo Rivetti |

| Biella 31 ottobre 1937 Secondo turno | Biellese | 3 – 1 (d.t.s.) referto | Andrea Doria | Stadio Lamarmora |

| Biella 4 novembre 1937 Terzo turno | Biellese | 0 – 4 referto | Brescia | Stadio Lamarmora |